# Premio de Cuento Julio Garmendia
El Premio de Cuento Julio Garmendia, inicialmente denominado Premio de Cuento Policlínica Metropolitana para Jóvenes Autores, es un concurso literario fundando en 2005, en Venezuela.
Autores como Hensli Rahn, Gabriel Payares o María Dayana Fraile han sido galardonados con el primer premio, mientras que otros como Héctor Torres, Jesús Miguel Soto, Enza García Arreaza, Fedosy Santaella, Carolina Lozada, Mario Morenza, Miguel Hidalgo Prince, Ricardo Ramírez Requena o Manuel Gerardo Sánchez han recibido otras menciones.

## Obras galardonadas
Las obras que han sido galardonadas con este premio son:
- 2024: Annya Rivas López
- 2023: María Daviana Galíndez
- 2022: Joel Bracho Ghersi
- 2021: Ysaías Lucas Núñez
- 2020: Juan Manuel Romero
- 2019: Juan Manuel Romero
- 2018: María Paula Russa Pérez
- 2017: Jesús Alfredo delgado González
- 2016: Geyser Dacosta
- 2015: José Terradas
- 2014: Tibisay Rodríguez
- 2013: Delia Arismendi
- 2012: María Dayana Fraile
- 2011: Gabriel Payares
- 2010: Hensli Rahn Solórzano
- 2009: Scott Anderson García
- 2008: Fabian Alberto Coelho Castro
- 2005: Orlando Verde